# Batalha de Kham Duc
A Batalha de Kham Duc foi uma das principais batalhas da Guerra do Vietname (também conhecida, no Vietname, como "Guerra Americana"). O confronto teve lugar em Kham Duc, actual capital do distrito de Phước Sơn, então na Província de Quang Tín (actualmente parte da Província de Quang Nam), entre os dias 10–12 de Maio de 1968. Durante a Ofensiva do Tet de 1968, a 2.ª Divisão do Exército do Povo do Vietname (PAVN) tentou capturar Đà Nẵng, mas os ataques foram neutralizados por elementos da 1.ª Divisão de  Marines, da  23.ª Divisão de Infantaria, e da Brigada Coreana que defendiam a cidade. O general norte-vietnamita Chu Huy Mân decidiu sair dos combates nos arredores da cidade, e transferiu a 2.ª Divisão para as montanhas para poderem descansar, reorganizar-se e preparar-se para a próxima operação. Khâm Đức, um pequeno distrito a norte de Quảng Tín, foi o objectivo seguinte para a 2.ª Divisão do PAVN. No seguimento da derrota sofrida pelos Norte-vietnamitas em Đà Nẵng, as agências de informação dos Estados Unidos do I Corpo, ficaram confusas pelos movimentos da 2.ª Divisão norte-vietnamita pois não conseguiam detectar a localização a unidade inimiga.
Durante os meses de Março e Abril, o serviço de informações norte-americano detectou elementos da 2.ª Divisão norte-vietnamitas movimentarem-se em direcção a Kham Duc, mas, no entanto, o verdadeiro objectivo daquelas tropas era desconhecido. Em resposta àquilo que se pensava ser um ataque de grande dimensão, o general William Westmoreland decidiu reforçar as defesas das Forças Especiais de Kham Duc enviando engenheiros do Exército dos Estados Unidos para melhorar a pista de aterragem por forma a que esta pudesse receber aeronaves de transporte de maiores dimensões, e também de armamento e munições para o Destacamento A-105.A 11.ª Companhia Mobile Strike Force (MSF) australiana recebeu ordens para se posicionar em Ngok Tavak (Ngok Ta Vak), um posto afastado ao serviço de Khâm Đức, para melhor recolher informações naquela zona. Contudo, os Estados Unidos desconheciam que o 1.º Regimento norte-vietnamita os tinha estado a observar a construírem defesas em redor de Khâm Đức há já algum tempo, e preparavam-se para dar início a um ataque para tomar Ngok Tavak.
Às primeiras horas do dia 10 de Maio, elementos do 1.º Regimento norte-vietnamita atacaram Ngok Tavak, e destruíram grande parte do posto. Depois do amanhecer, a 11.ª Companhia MSF (Mobile Strike Force) 12.ª Companhia MSF. Apesar de ter lhe ter sido assegurado que iria receber mais reforços, o comandante da 11.ª Companhia decidiu retirar as suas tropas e dirigir-se para Kham Duc. Por esta altura, no entanto, o 1.º Regimento norte-vietnamita redireccionou a sua atenção para o objective principal em Kham Duc, deixando apenas para trás algumas unidades de forças locais para destruir os reforços aliados. Entretanto, elementos da 23.ª Divisão de Infantaria norte-americana tinham sido aerotransportados para Kham Duc como parte integrante da Operação Golden Valley, para destruir a base das Forças Especiais. Na manhã do dia 11 de Maio, a 2ª Divisão vietnamita cercou Kham Duc e, gradualmente, forçou as forças norte-americanas a retirarem-se para as suas bases à medida que os postos afastados iam sendo destruídos. Westmoreland deu então ordens para que Kham Duc fosse evacuada, e a 834.ª Divisão Aerotransportada recebeu instruções para retirar todos os militares e civis daquela cidade. Quando a operação de resgate terminou, tinham sido abatidos nove aeronaves dos Estados Unidos, incluindo dois C-130. No dia seguinte, os norte-vietnamitas controlavam por completo Kham Duc. A batalha representou uma grande derrota para as forças norte-americanas.